# غاري كوبر (لاعب كرة قدم)
غاري كوبر (بالإنجليزية: Gary Cooper)‏ (20 نوفمبر 1965 بهامرسميث في المملكة المتحدة - ) هو لاعب كرة قدم بريطاني في مركز الوسط. لعب مع برمنغهام سيتي وكوينز بارك رينجرز ونادي برينتفورد ونادي بيتربورو يونايتد وميدستون يونايتد ونادي فيشر أثليتيك وويلينج يونايتد.

## وصلات خارجية
- غاري كوبر على موقع قاعدة بيانات كرة القدم.إي يو (الإنجليزية)
- غاري كوبر على موقع Soccerbase.com (لاعب) (الإنجليزية)